# Vol DHL Aero Expreso 7216
Le 7 avril 2022, un Boeing 757-200 effectuant le vol DHL Aero Expreso 7216, un vol cargo international de la compagnie DHL Aero Expreso (en) reliant San José à Guatemala, se brise en deux lors d'un atterrissage d'urgence à l'aéroport international Juan-Santamaría de San José au Costa Rica. L'incident ne fait aucune victime.

## Avion et équipage

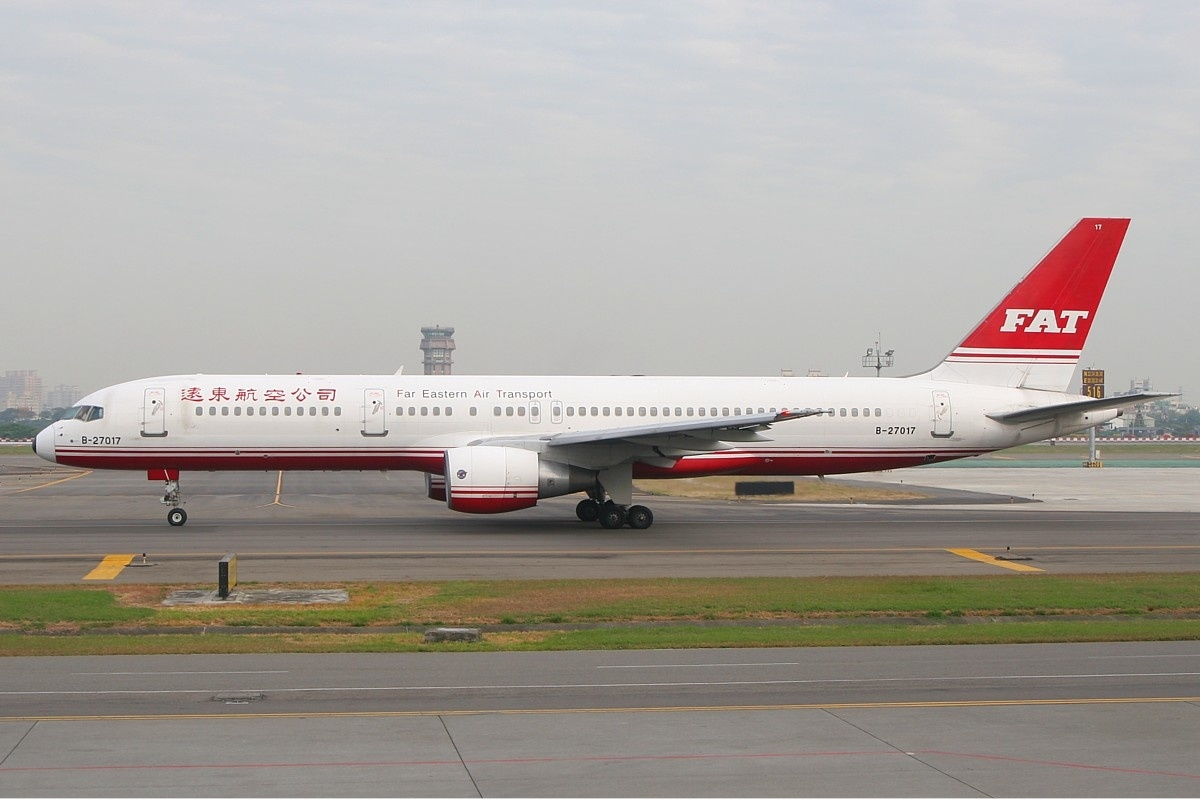
L'appareil impliqué dans l'accident, alors qu'il opérait pour Far Eastern Air Transport (B-27017), ici à l'aéroport international de Kaohsiung en décembre 2006.

L'appareil impliqué était un Boeing 757-27A âgé de 22 ans et immatriculé HP-2010DAE (numéro de série 29610/904). L'avion a été livré pour la première fois à Far Eastern Air Transport en décembre 1999, en tant qu'avion de transport de passagers, avec comme immatriculation B-27017. L'avion a été loué à EVA Air de mai 2002 à janvier 2004, avant de retourner dans la flotte de Far Eastern Air Transport. Il a, par la suite, été retiré du service puis converti en avion cargo en octobre 2010. DHL Aero Expreso (en) en a pris possession en novembre 2010.
Le commandant de bord, âgé de 58 ans, totalisait 16 381 heures de vol, dont 6 233 heures sur Boeing 757. Le copilote, âgé de 43 ans, cumulait 10 545 heures de vol, dont 2 337 heures sur Boeing 757.

## Contexte
L'avion-cargo appartenait à une filiale de DHL basée au Panama, et transportait du courrier et des colis. Il avait effectué son premier vol le 7 décembre 1999 et avait été converti en avion de transport en 2010.
Avant l'incident, l'avion transportait assez fréquemment des marchandises entre des villes comme San José, Mexico, Guatemala, ainsi que plusieurs autres villes d'Amérique latine. Dans les semaines ayant précédé l'accident, plusieurs vols avaient également été effectués vers Miami.
Le 11 février 2022, l'avion effectue un atterrissage d'urgence sans volets à l'aéroport international de Mexico, après avoir déclaré une urgence liée aux commandes de vol lors de la phase de descente. Le 26 mars 2022, le même avion effectue un atterrissage d'urgence à l'aéroport international Juan-Santamaría de San José au Costa Rica peu après avoir décollé pour Guatemala, après avoir subi une perte totale de pressurisation de la cabine en phase de croisière.

## Déroulement du vol

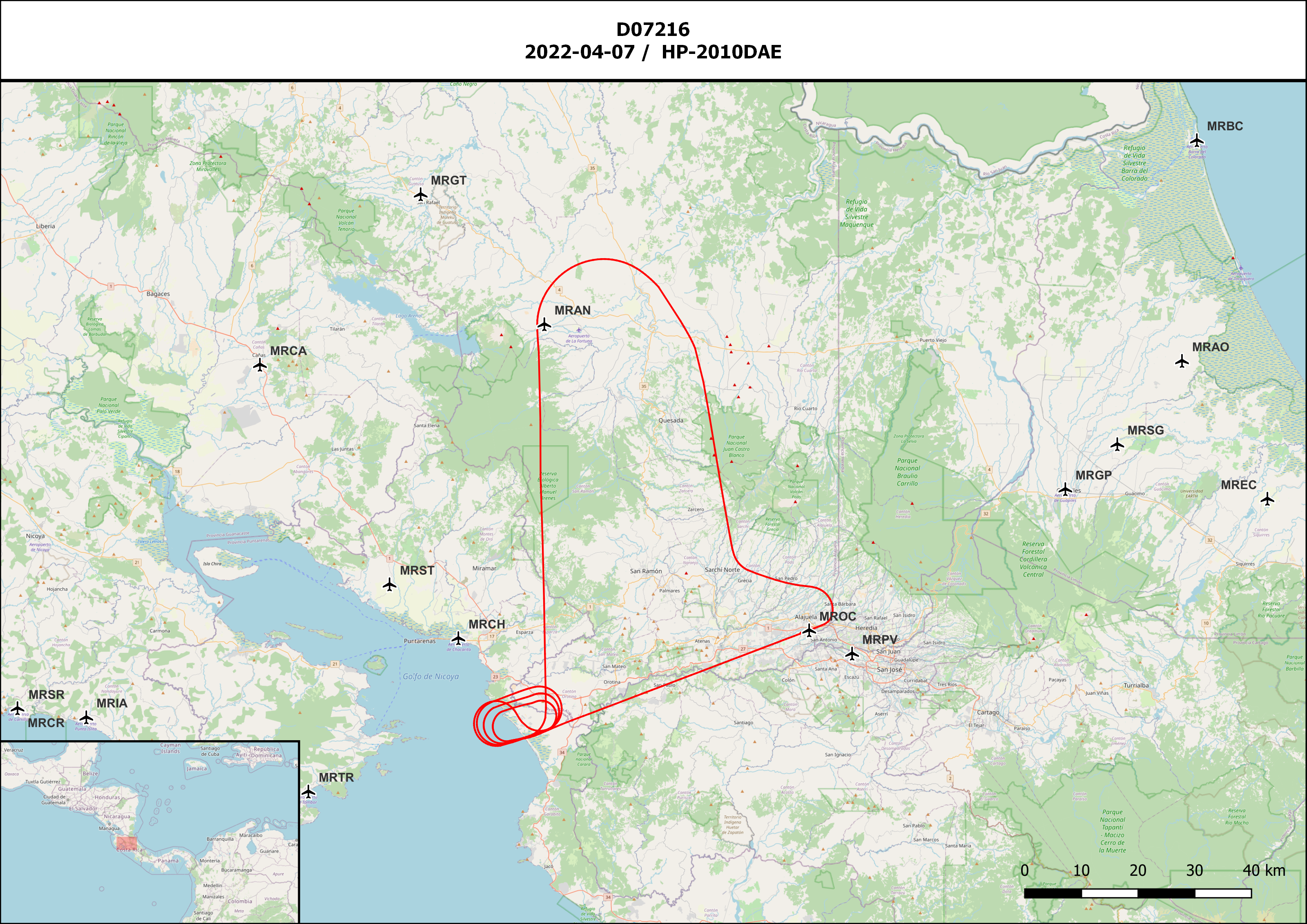
Trajectoire effectuée par le vol 7216.

Le vol 7216 décolle de l'aéroport international Juan-Santamaría de San José à 9 h 34 UTC-6. Vingt-cinq minutes après le décollage, le pilote du 757 signale un problème au niveau du système hydraulique et demande à faire demi-tour. 
Il tourne alors plusieurs fois au-dessus de la côte, probablement pour brûler du carburant (le Boeing 757 n'a pas de capacité de vidange de carburant). Puis l'avion effectue un atterrissage d'urgence à 10 h 25 UTC-6, au cours duquel l’appareil dérape, quitte la piste puis se brise en deux au niveau du fuselage entre les ailes et la dérive,.
Les deux hommes d’équipage, de nationalité guatémaltèque, étaient les seules personnes à bord et réchappent de l'accident en bonne santé. Ils sont transportés par précaution à l'hôpital pour examens.

## Conséquences
L'accident provoque la fermeture totale de l'aéroport pendant 5h30, affectant une centaine de vols et 8500 passagers.
L'avion a été mis hors service à la suite du crash. En décembre 2022, les restes du fuselage ont été conservés par l'aéroport comme aide à la formation des équipes de lutte anti-incendie.